# Кампи Лонги (Тревизо)
Кампи Лонги је насеље у Италији у округу Тревизо, региону Венето.
Према процени из 2011. у насељу је живело 4 становника. Насеље се налази на надморској висини од 73 м.